# Свакопмундський музей

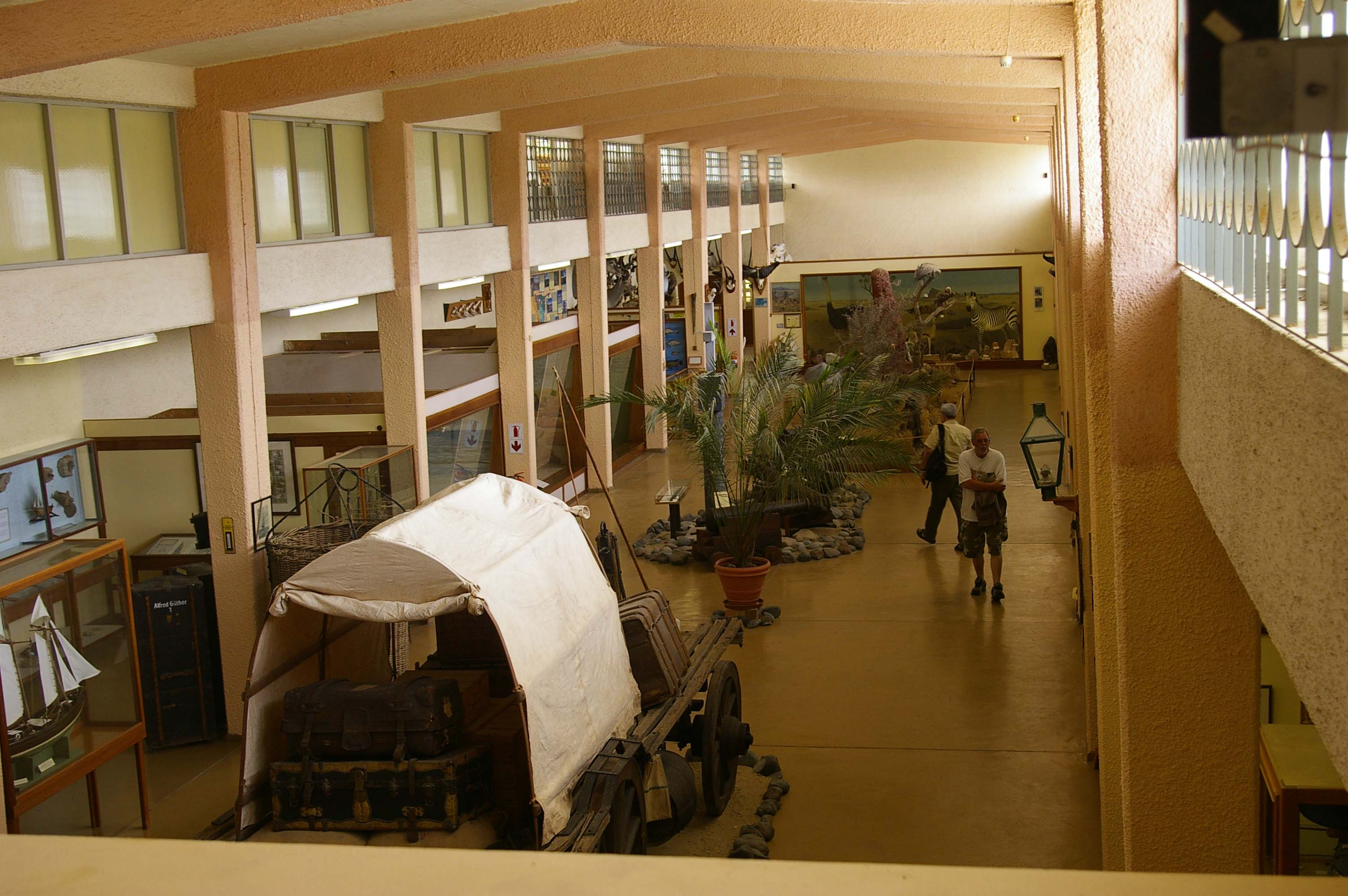
Зал 1

Свакопмундський музей (рідше Музей Свакопмунд) — історичний музей у Свакопмунді, Намібія. Знаходиться в приватній власності і є найбільшим музеєм такого роду в країні.

## Історія
Музей заснований у 1951 році стоматологом Альфонсом Вебером після перемоги в конкурсі. Музей кілька разів реконструювали та розширювали.
Колишній офіцер німецьких колоніальних сил (Schutztruppen) подарував перший африканський сувенір і фотографії. Крім того, зібрані різні регіональні старі фотографії, журнали, книги, уніформа та зброя. Багато друзів Вебера пожертвували стару зброю та інші пам’ятні речі німецького колоніального періоду.
За роки, що минули після відкриття, колекція розширилася. Розрахований на дорослих, він пропонував наочні посібники для шкіл та літературу, лекції, спеціальні заходи та можливості для навчання. Навіть сьогодні метою музею є інформування та культурний центр.

## Будівля музею

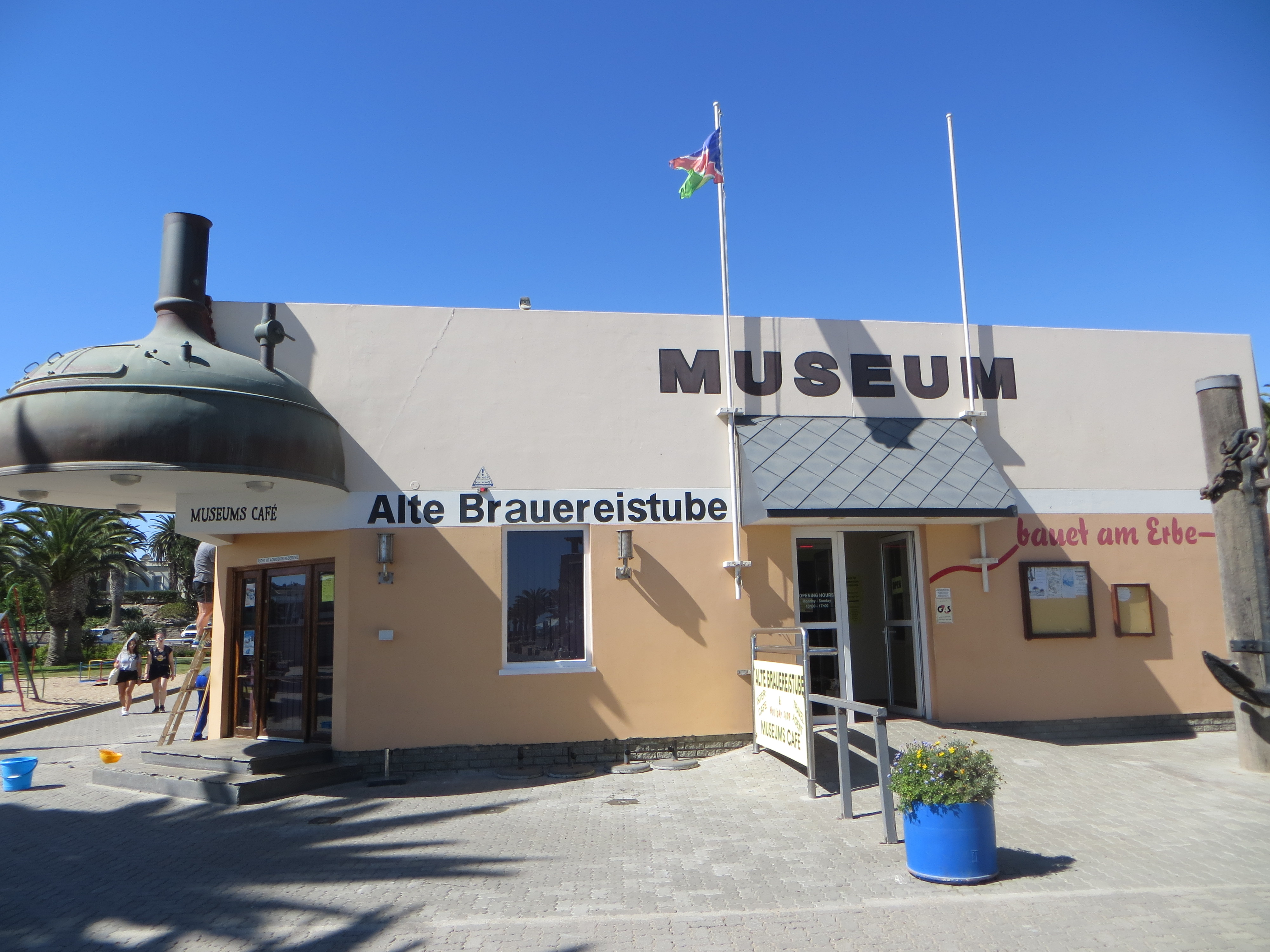
Будівля музею

На пірсі під Свакопмундським маяком міська рада Свакопмунда надала земельну ділянку недіючої колишньої імперської митниці. Перший будинок називався «культурний будинок», поруч був музей, 5 березня 1960 року відкрито загальну бібліотеку та читальню. Сьогодні музей – це будівля з багатьма прибудовами, головною з яких є Національна бібліотека, яка побудована на приватній землі в 1977 році. Також поруч знаходиться історична будівля залізничного вокзалу Отаві.
У 2007 році намібійська пивоварня передала музею історичну майстерню колишньої пивоварні Hansa, яка стала центром нового кафе музею з видом на Атлантичний океан.

## Експозиція
Основна увага приділяється історії та природі прибережних регіонів Намібії та місцевій історії Свакопмунда.
Особливий інтерес представляють оригінальна аптека Адлера та обширна виставка про етнічні групи в Намібії, оригінальний віз із волом, різноманітні експонати про історичні події в Намібії та велика колекція намібійських комах.

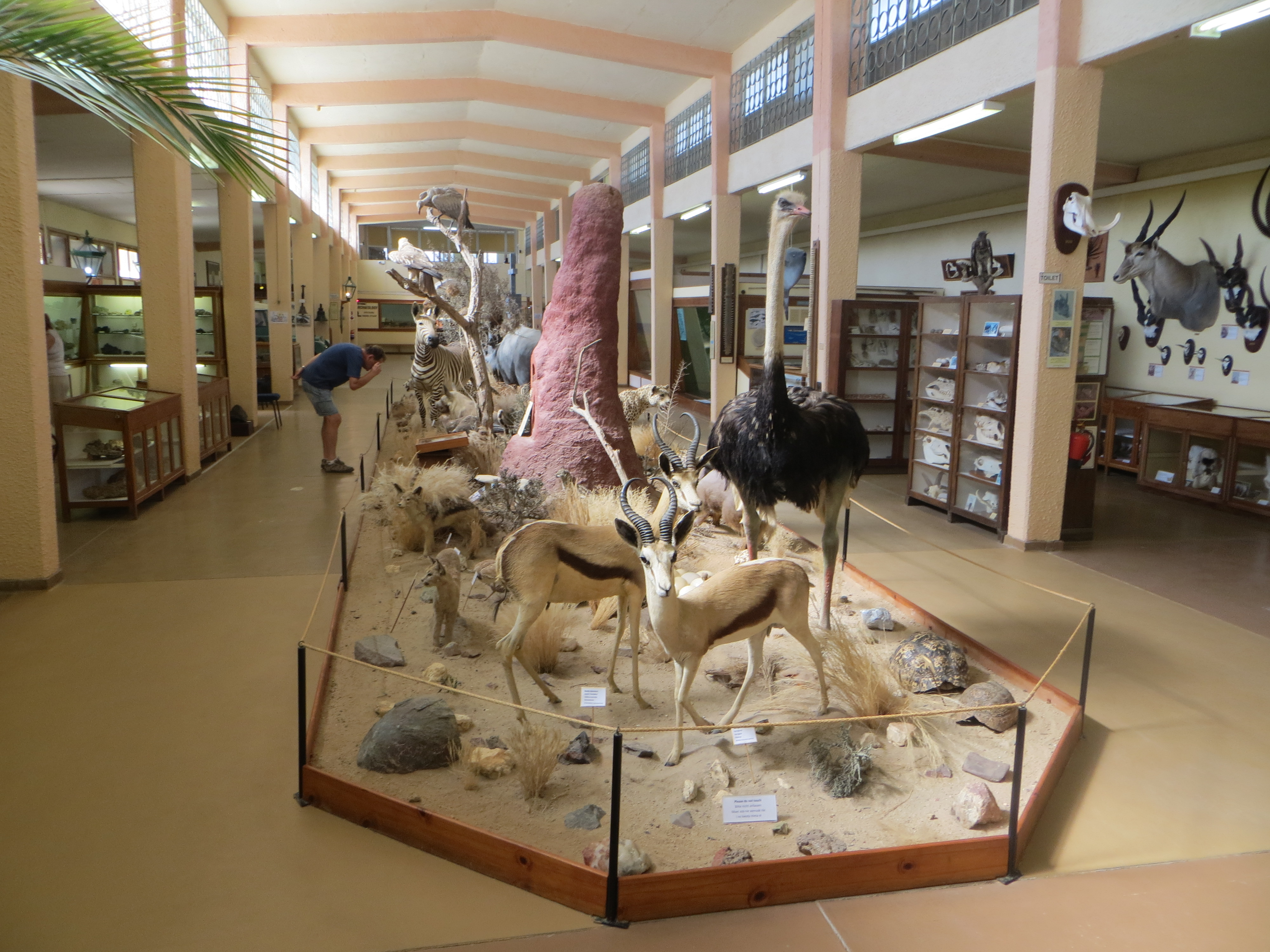
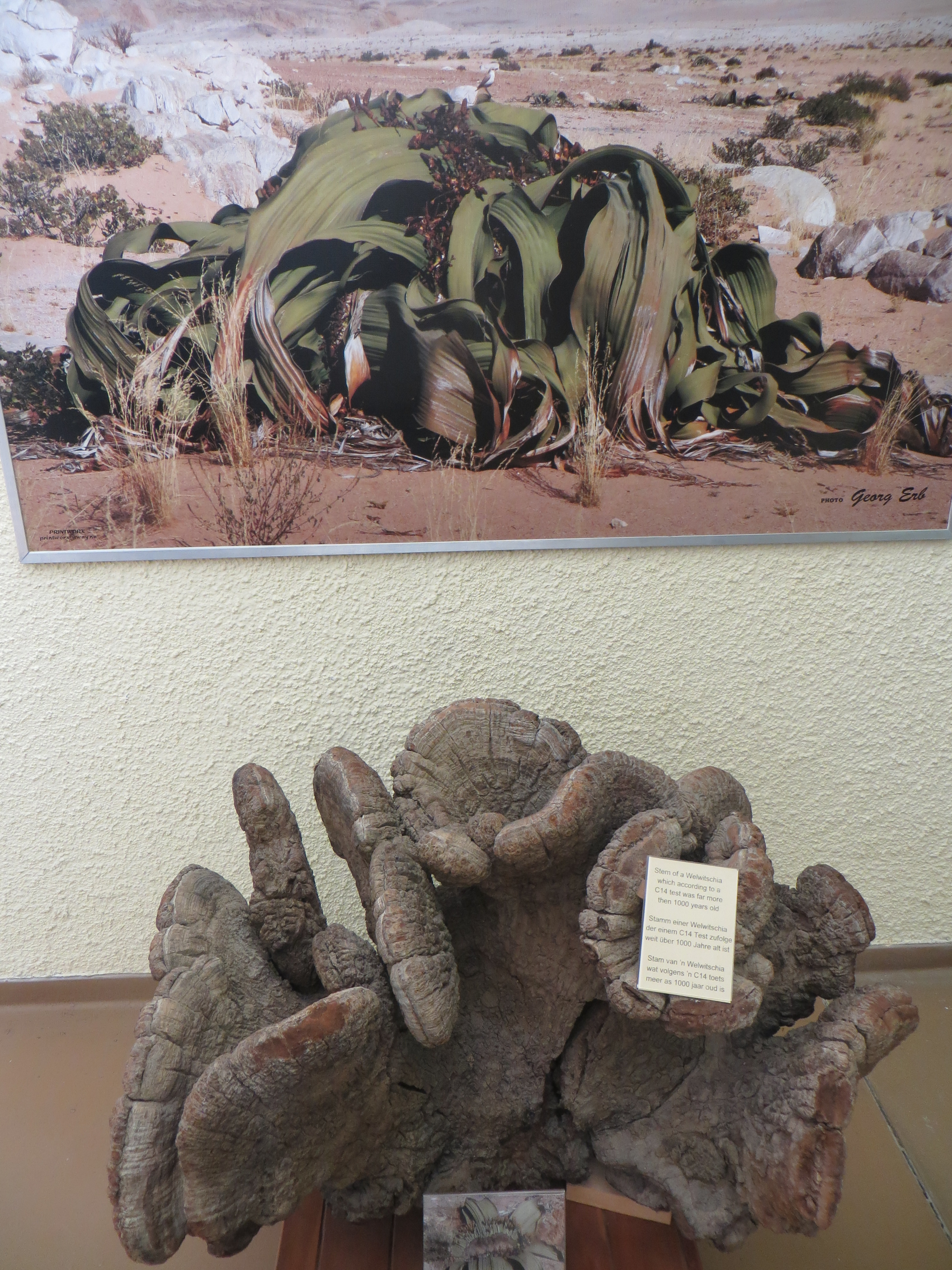
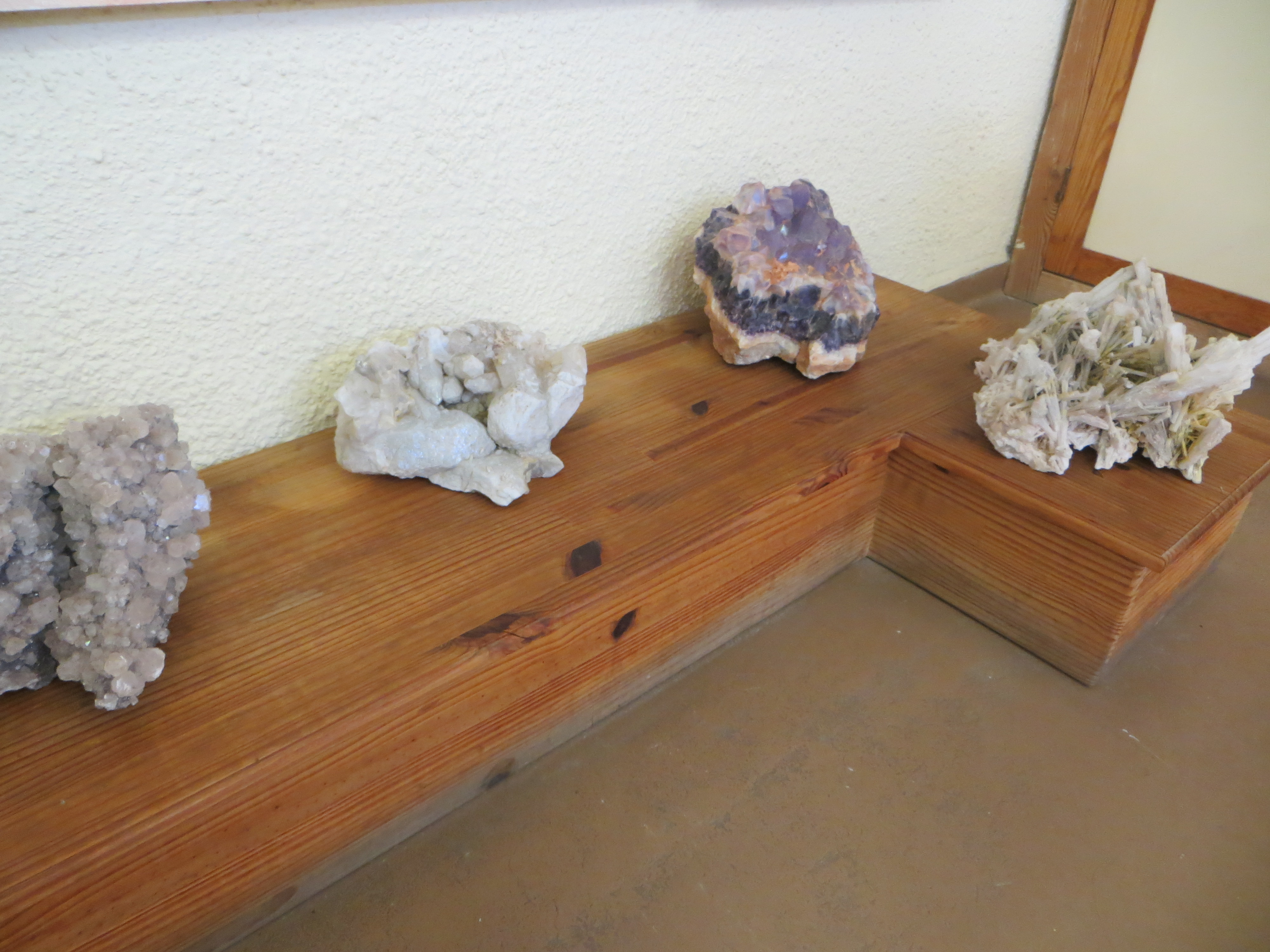
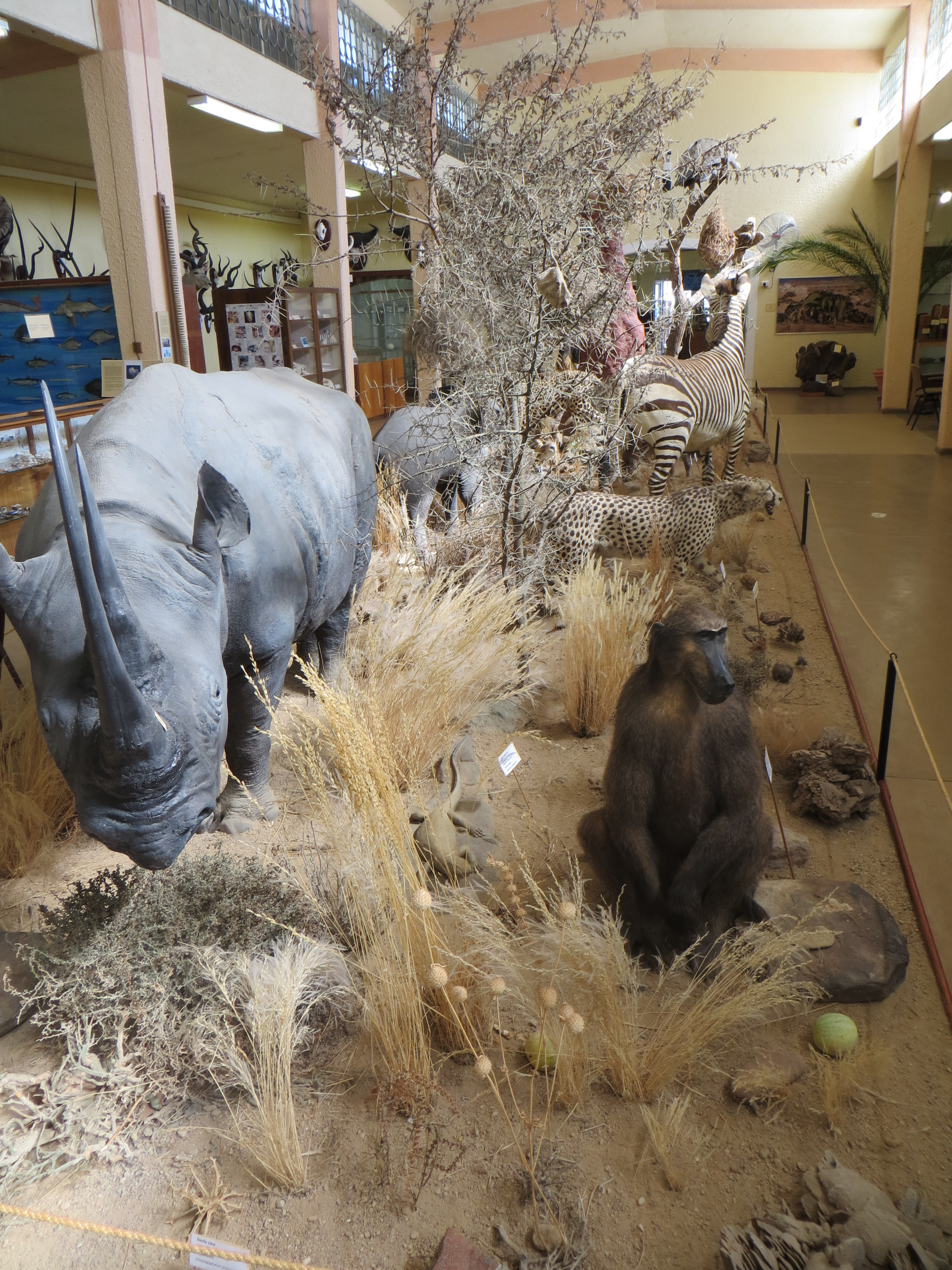
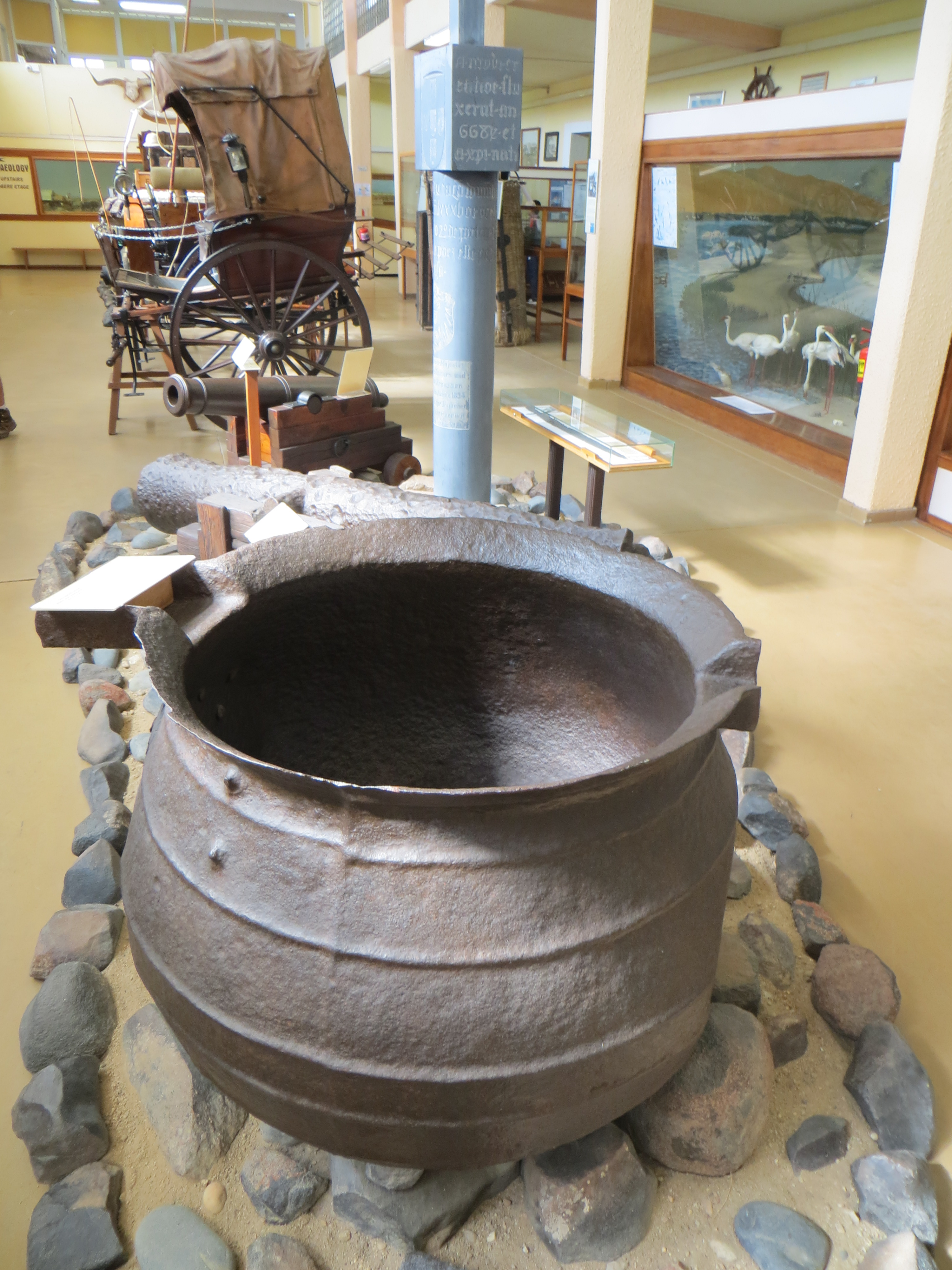
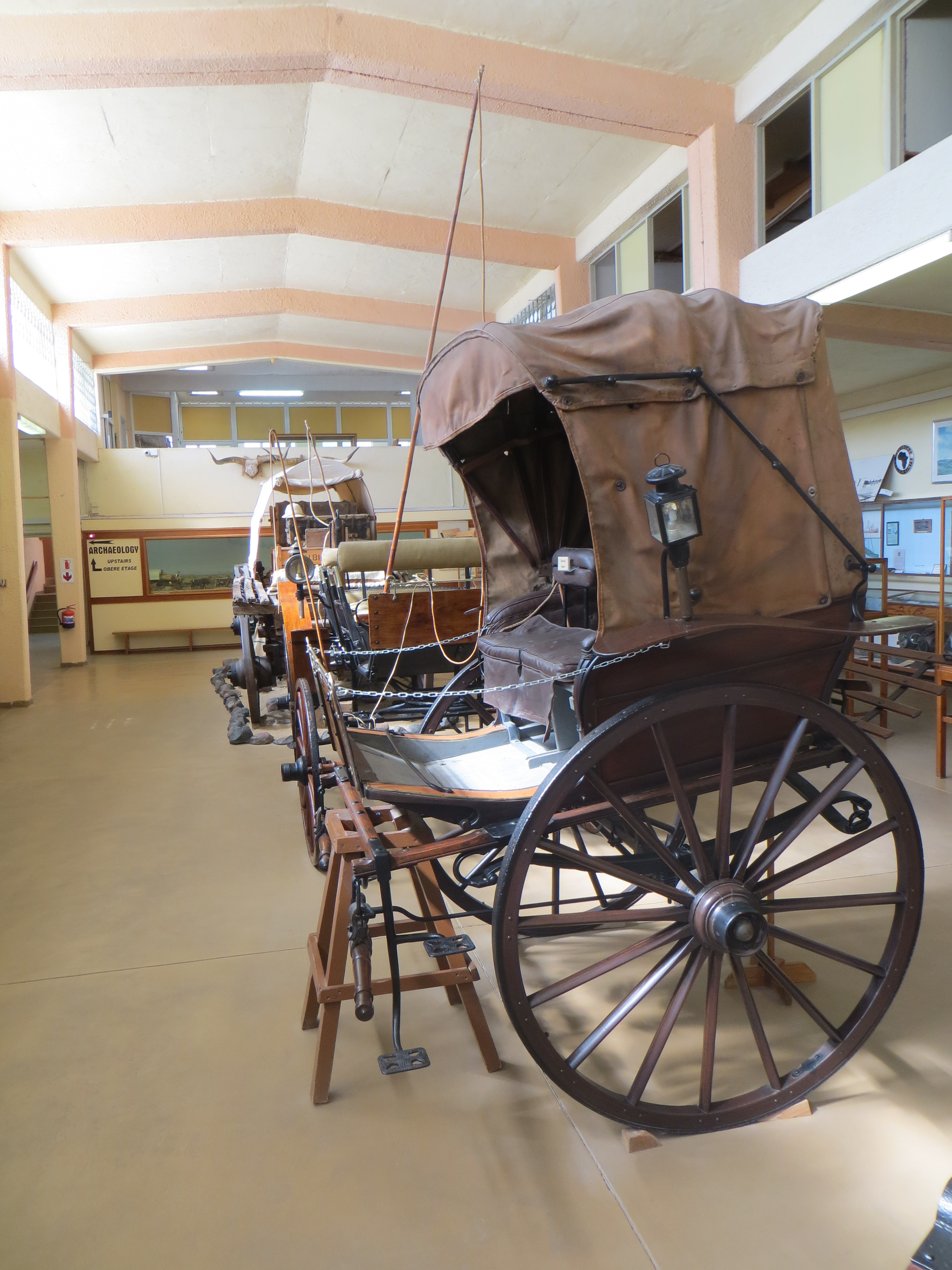
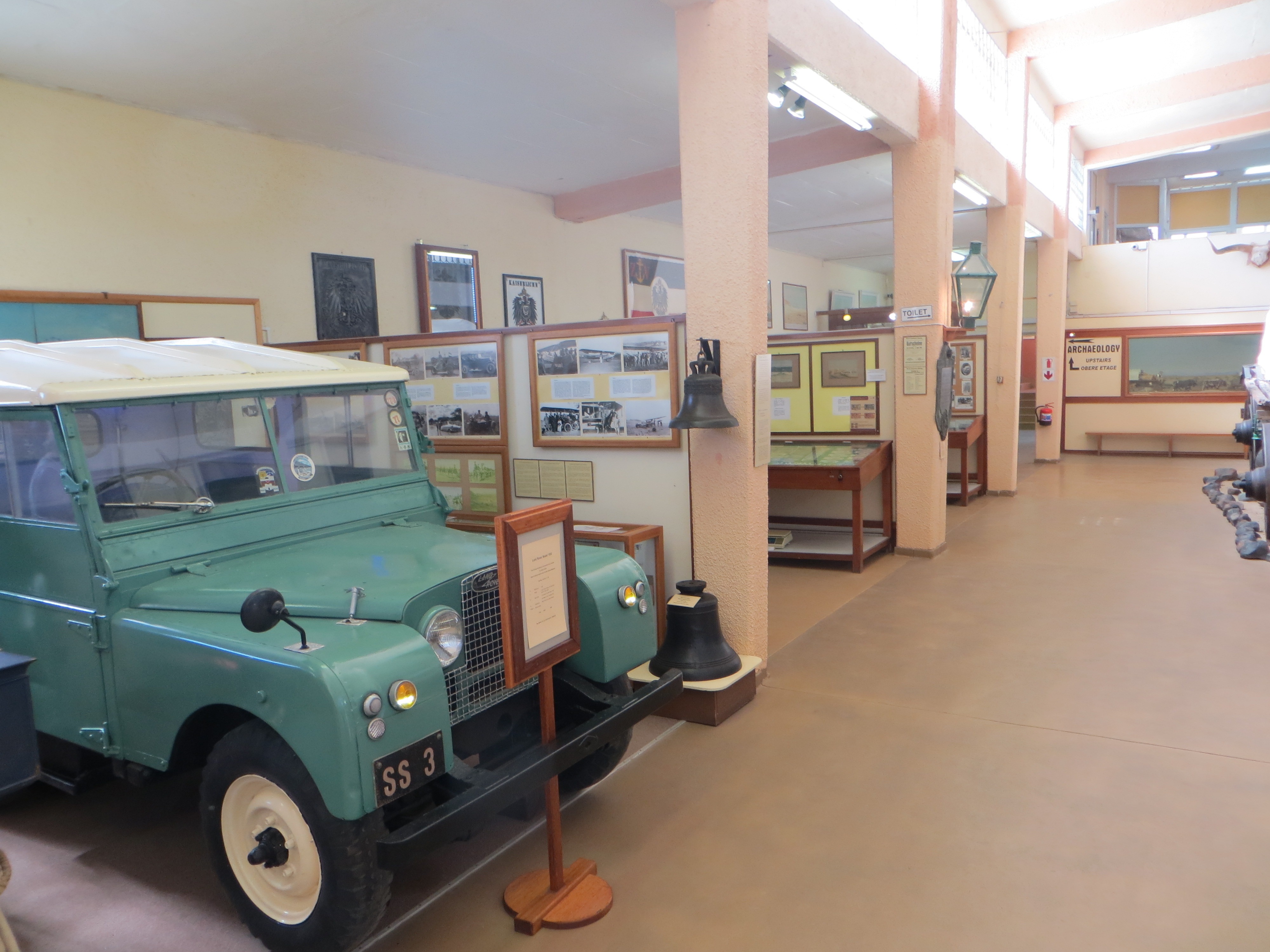
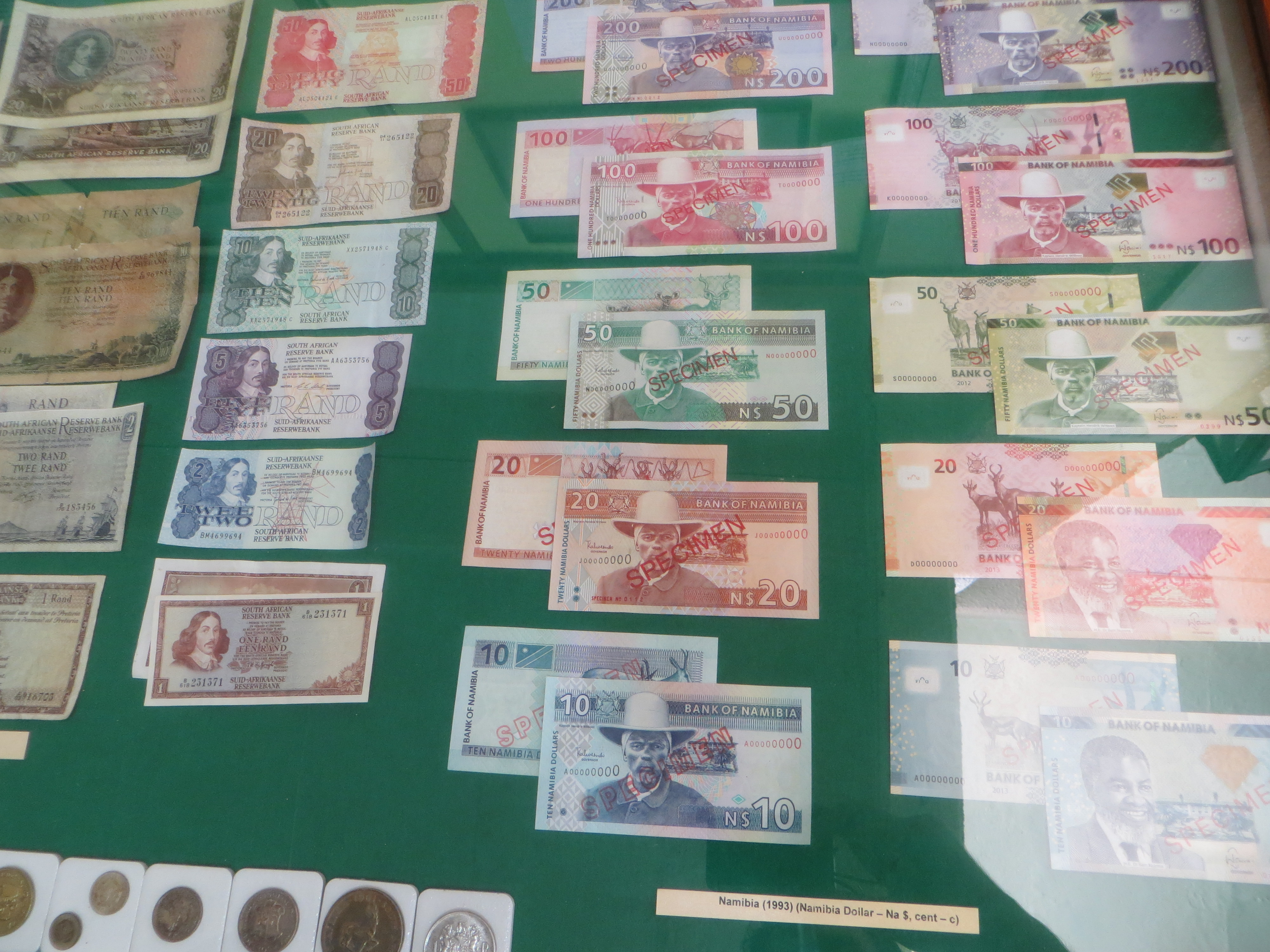
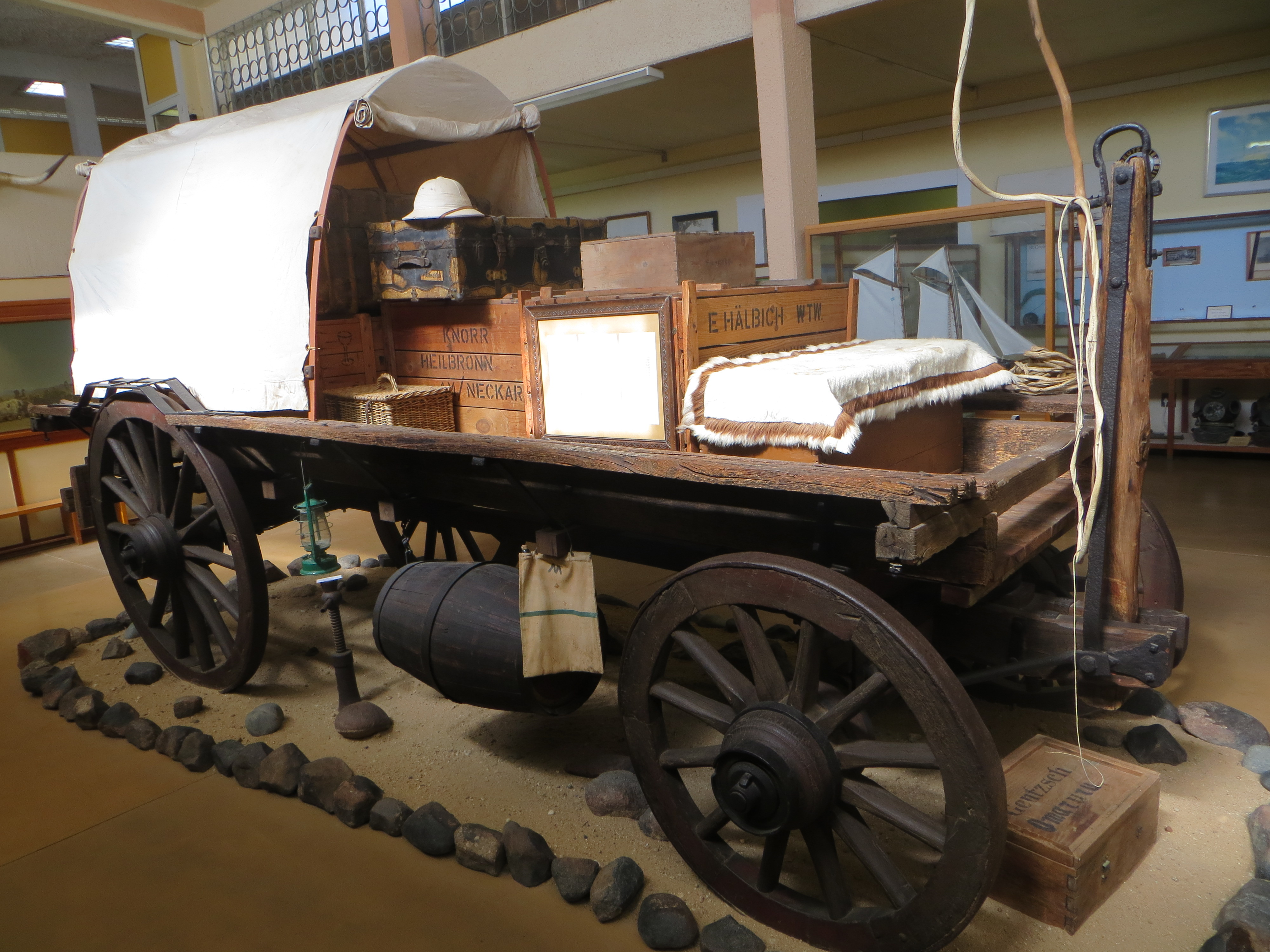
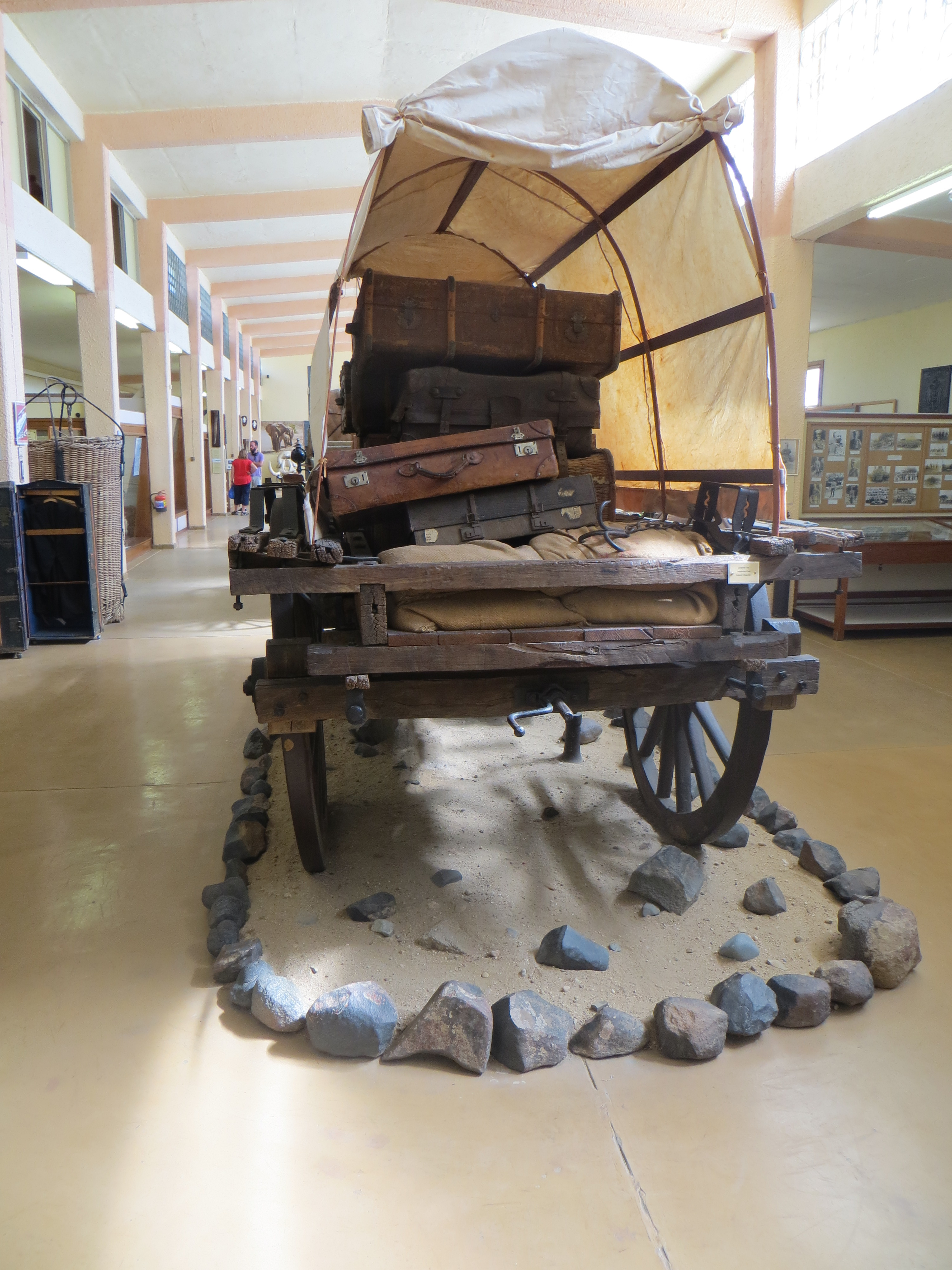
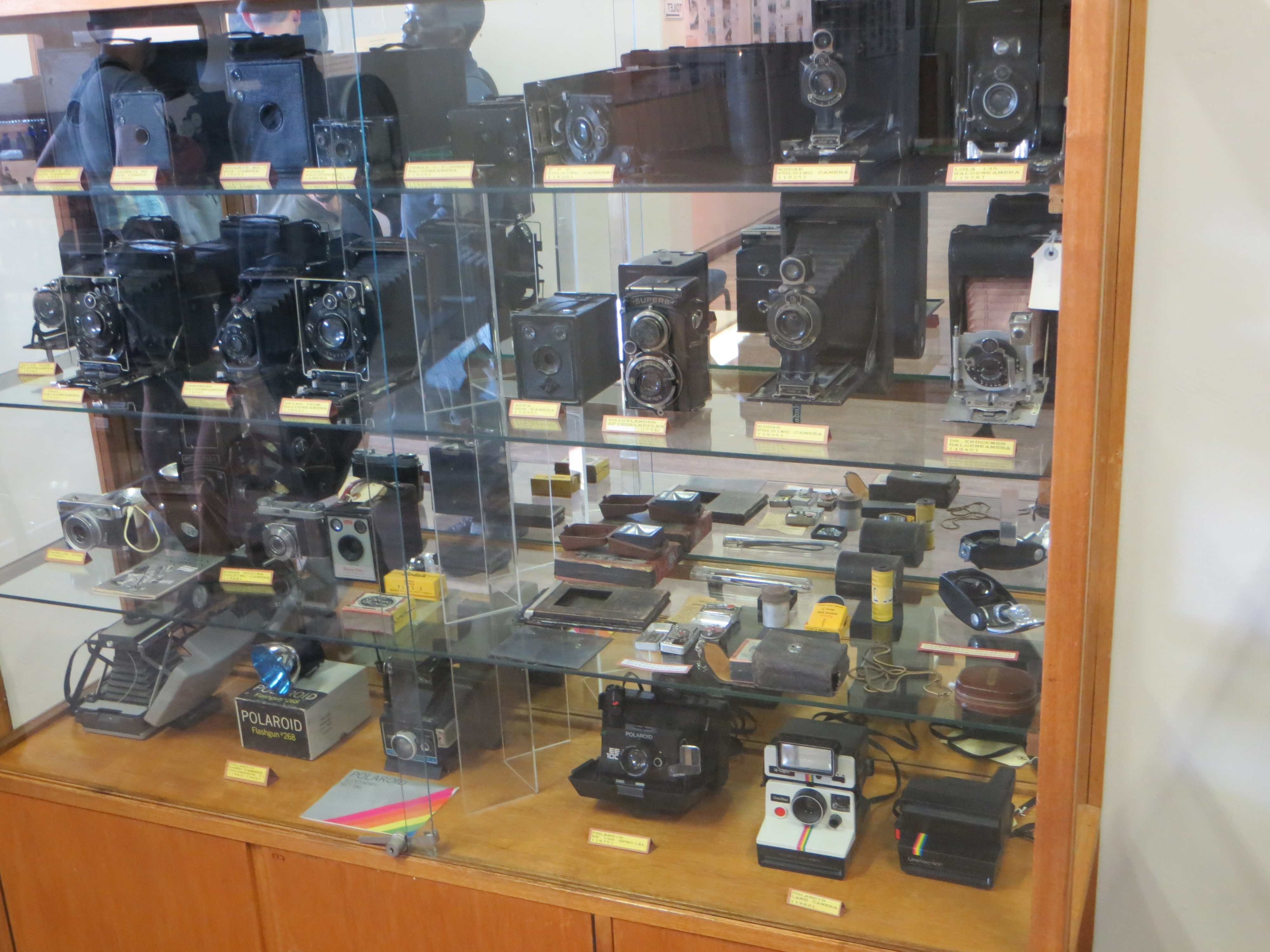
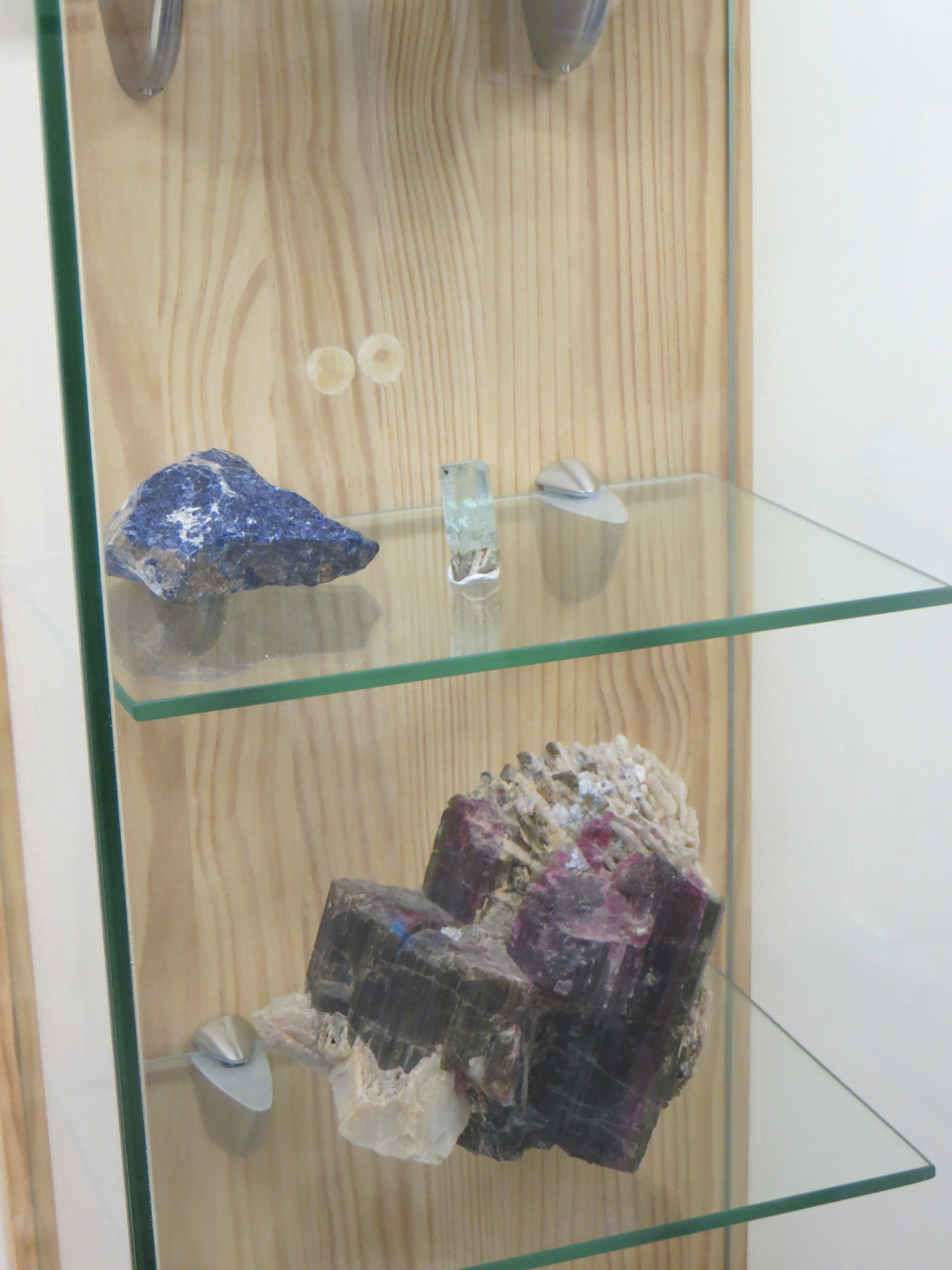
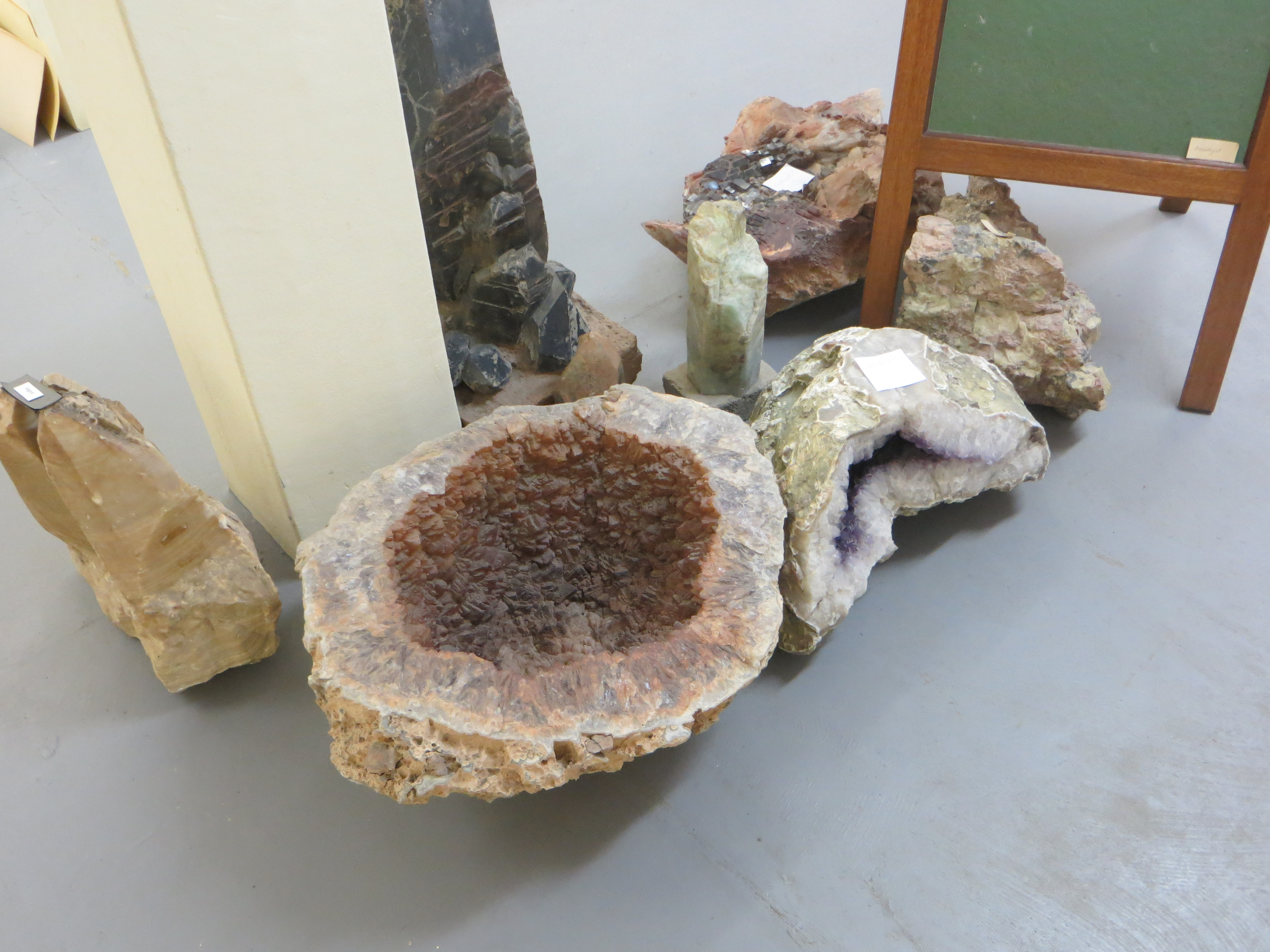
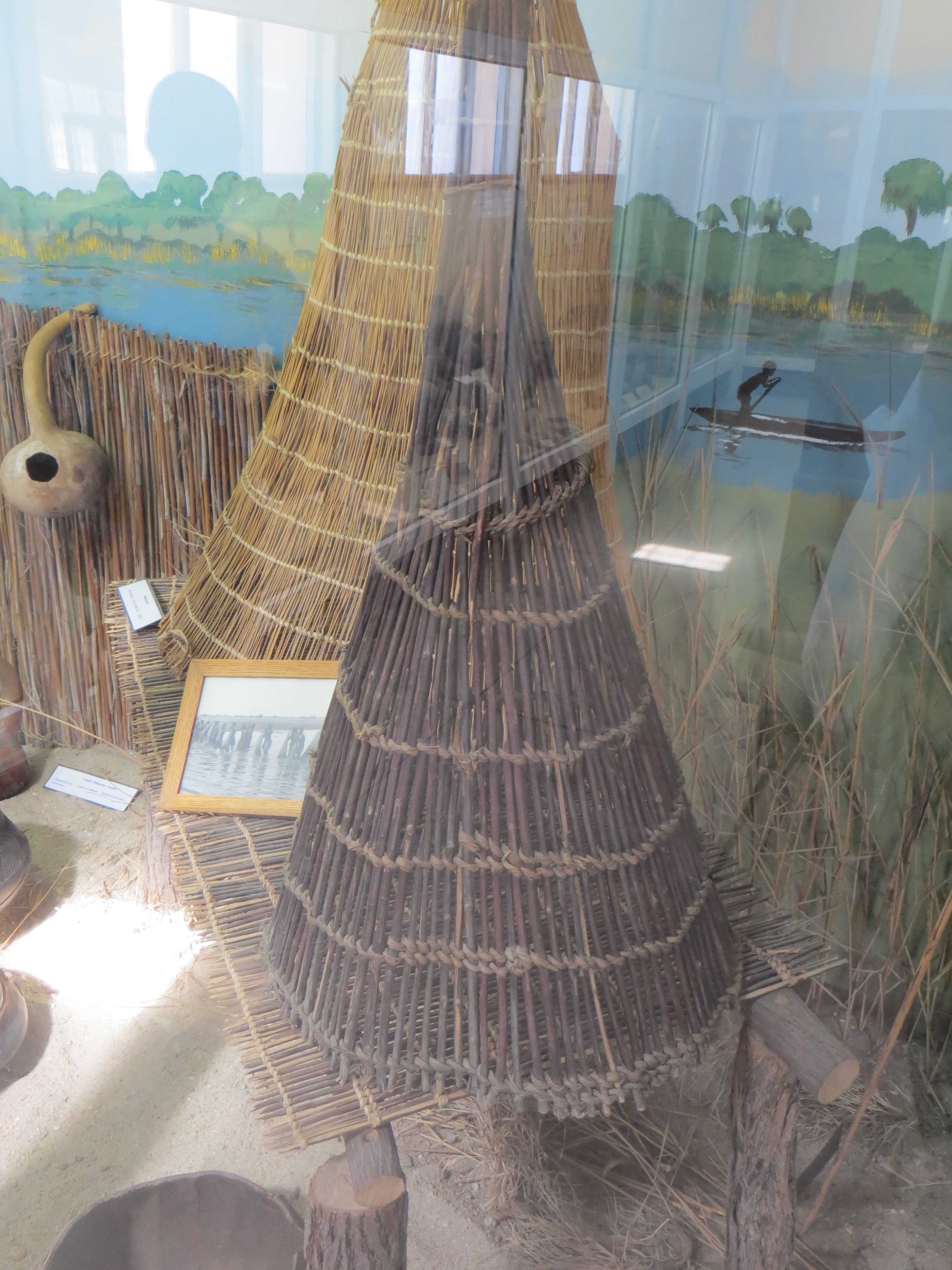
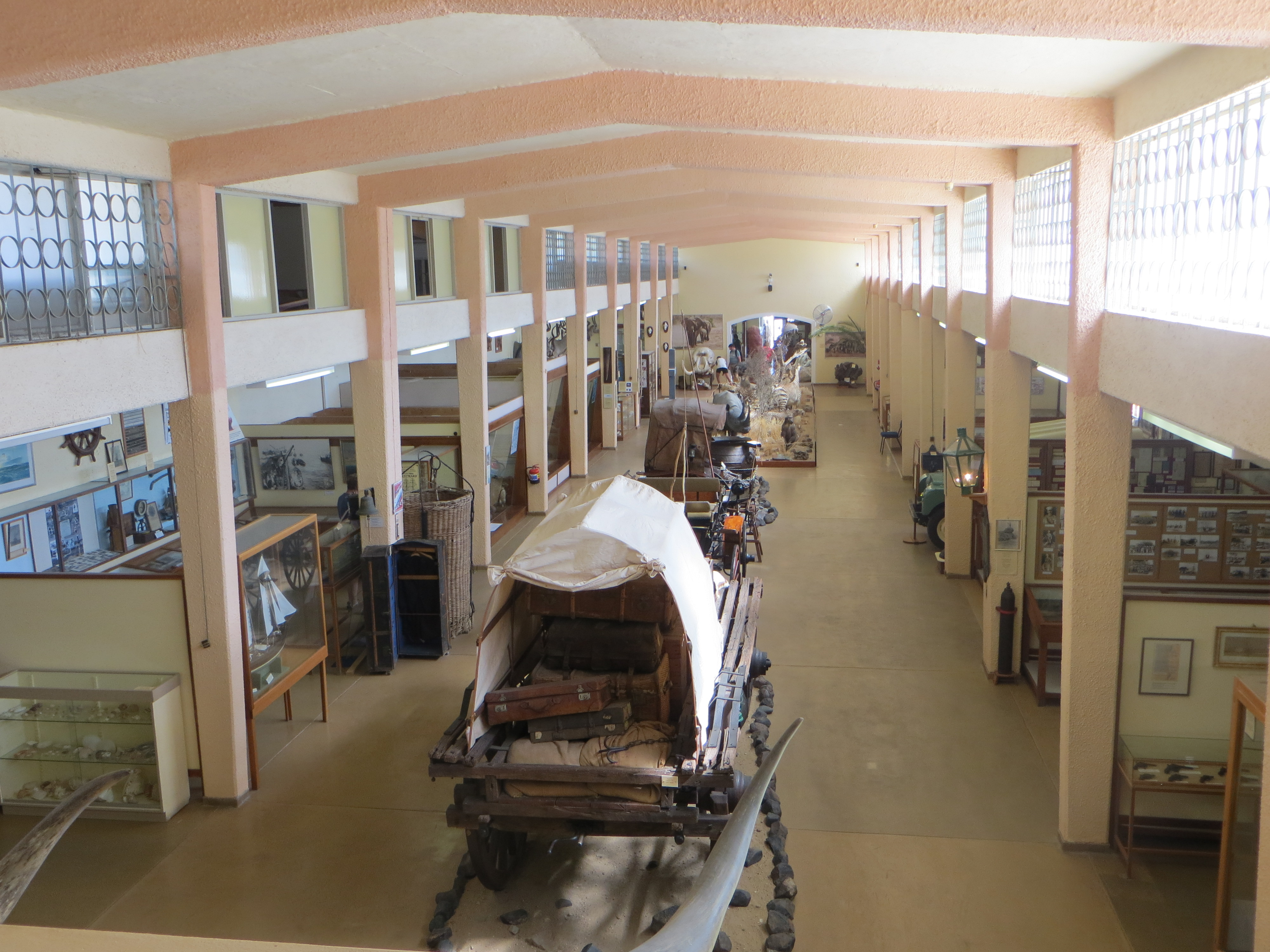
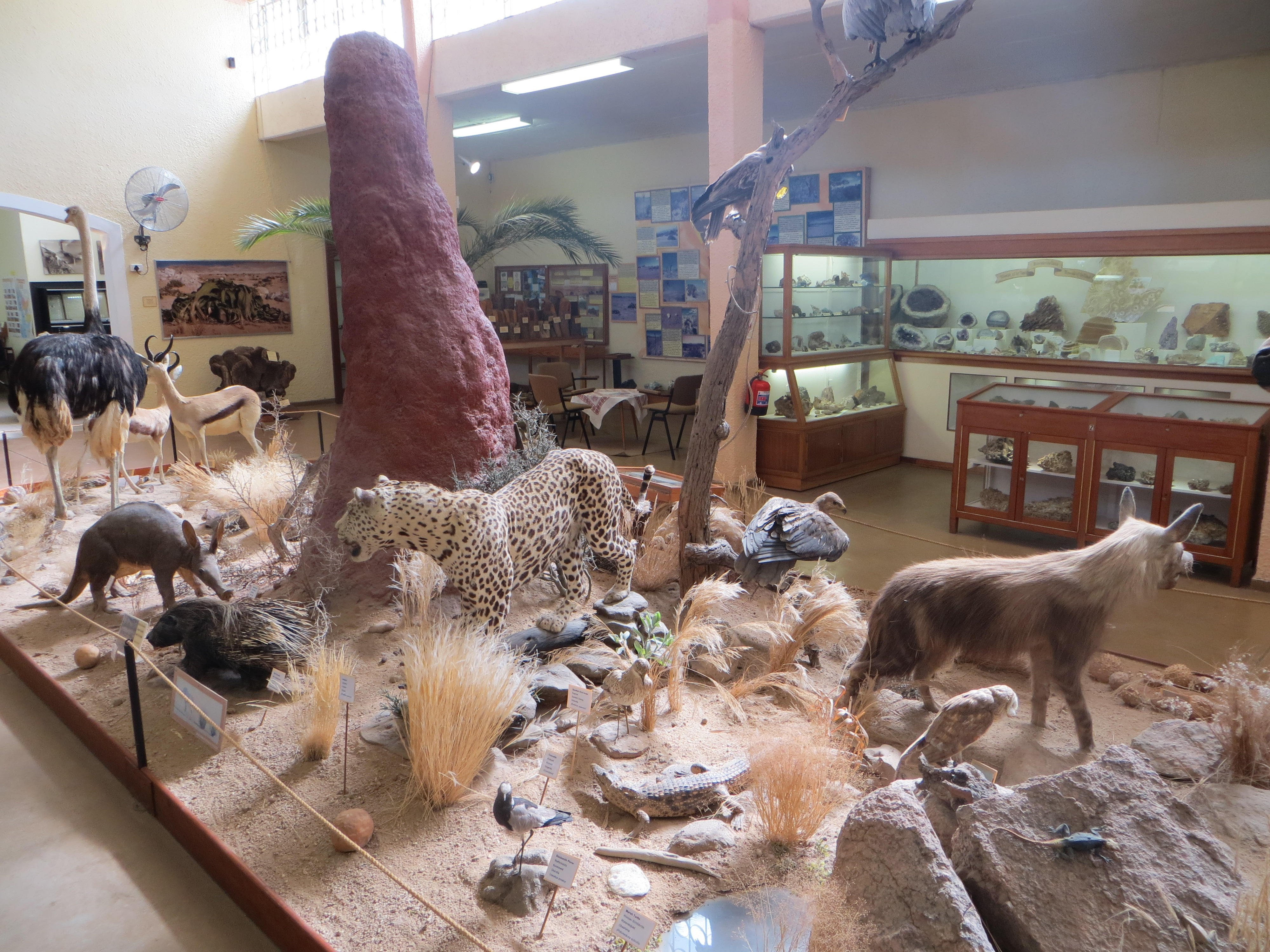
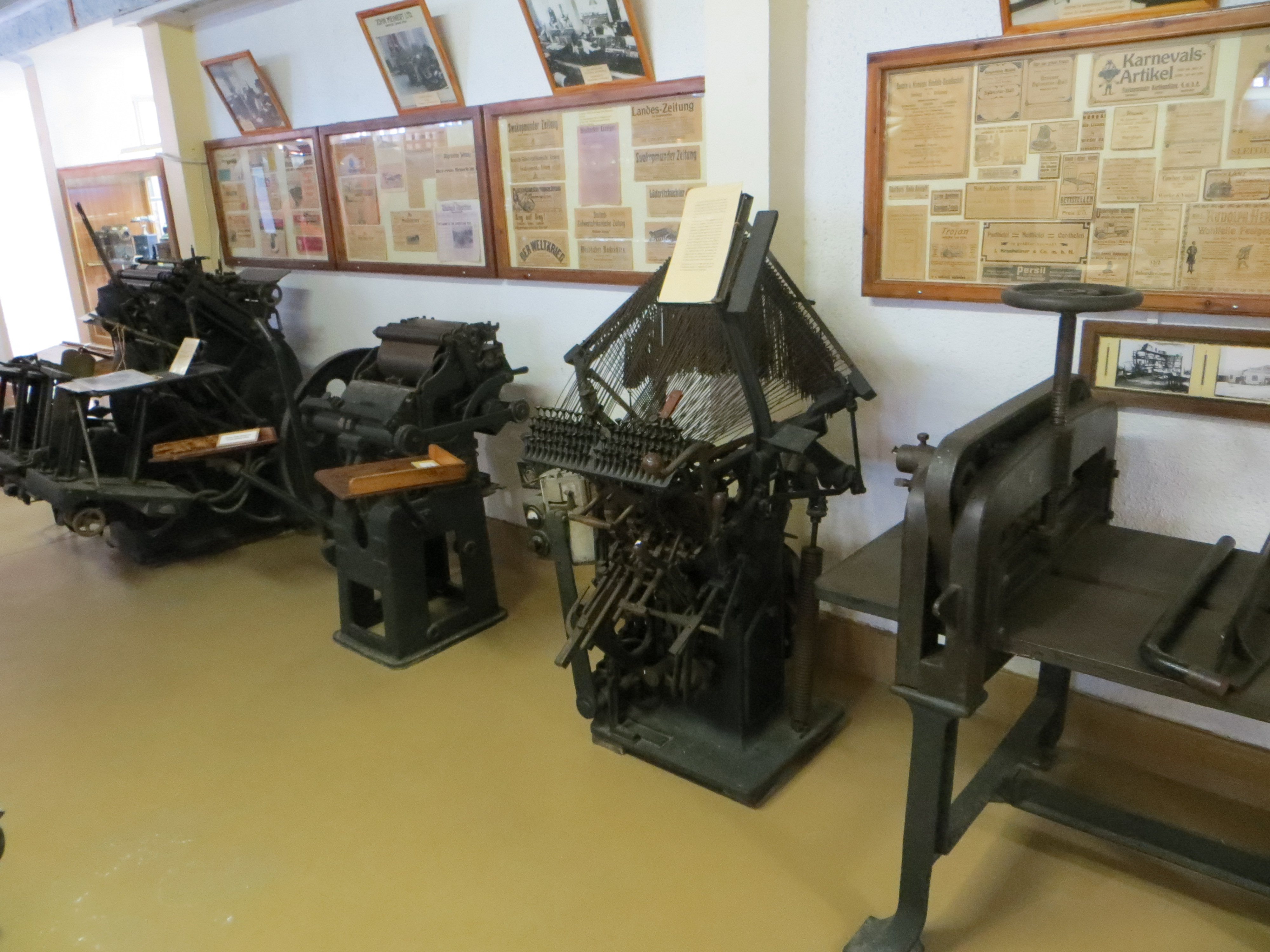
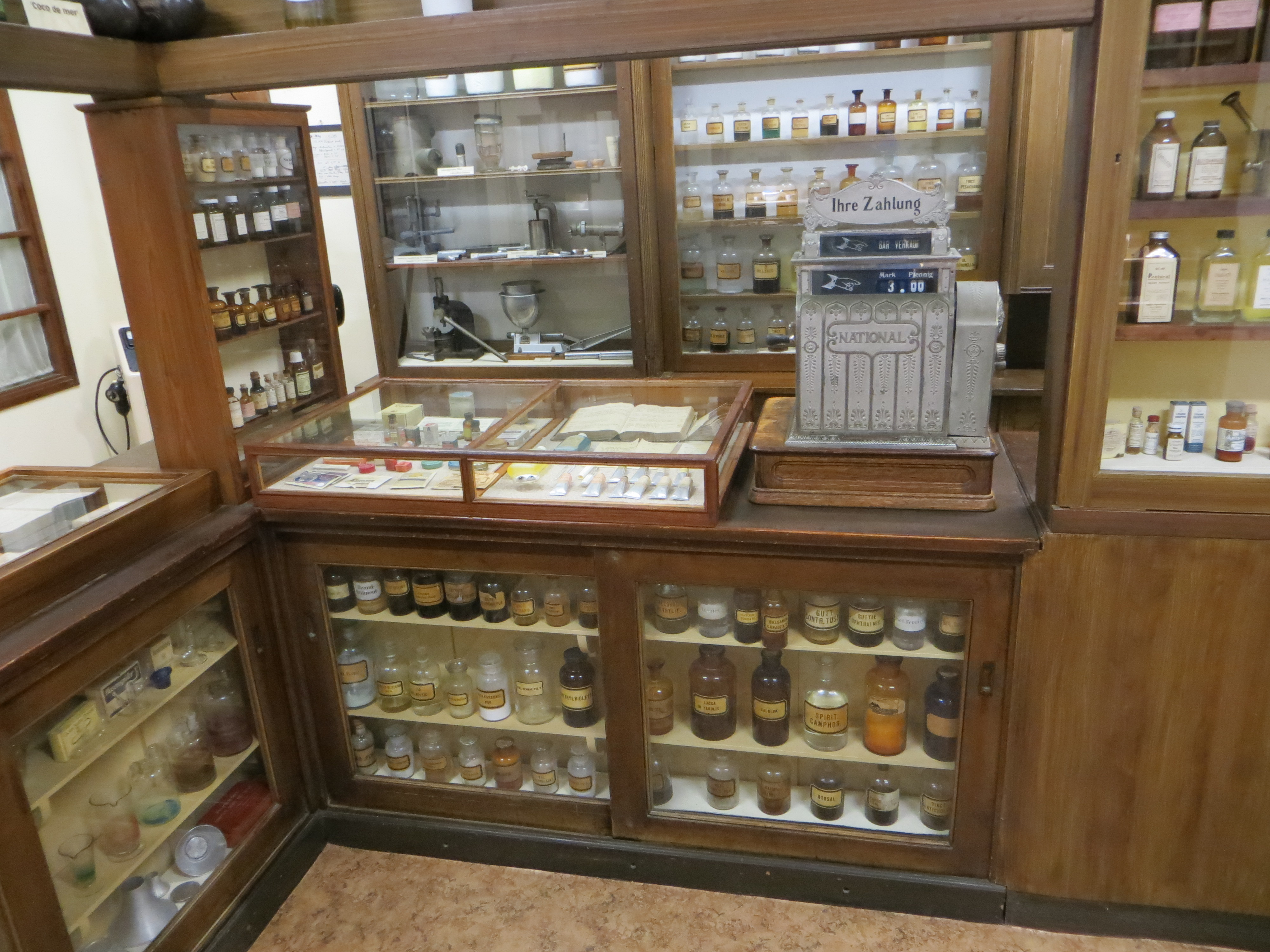
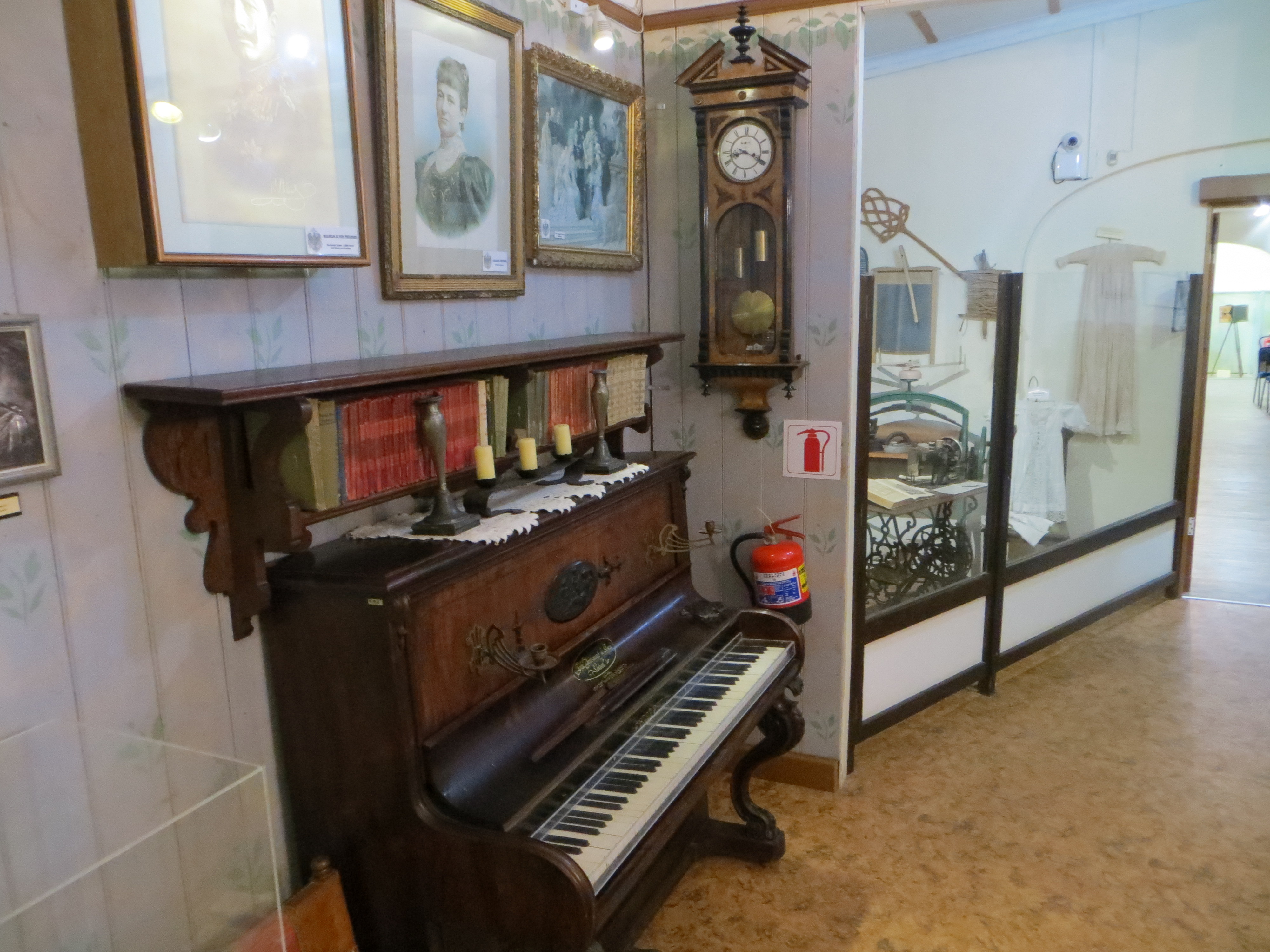
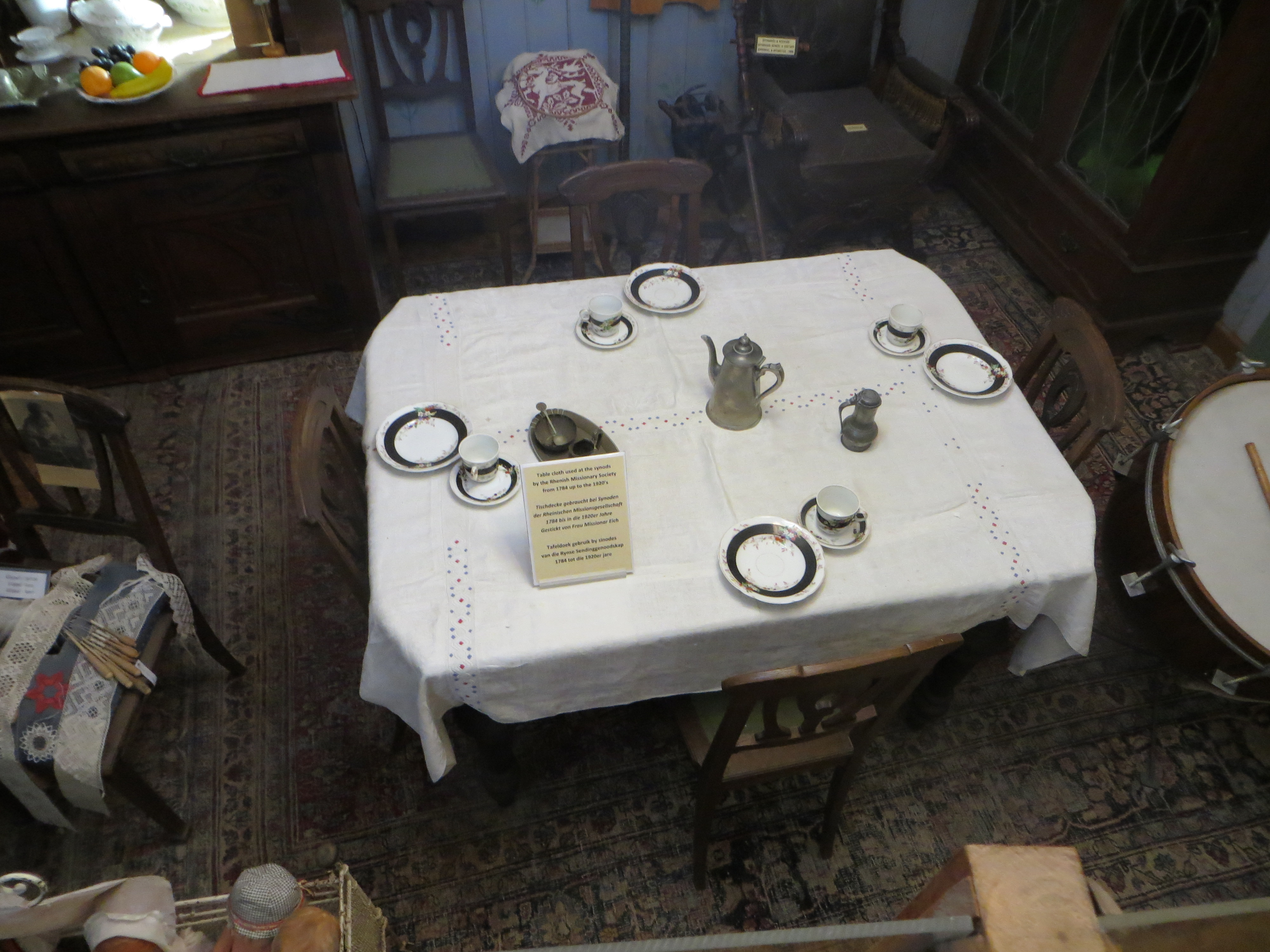
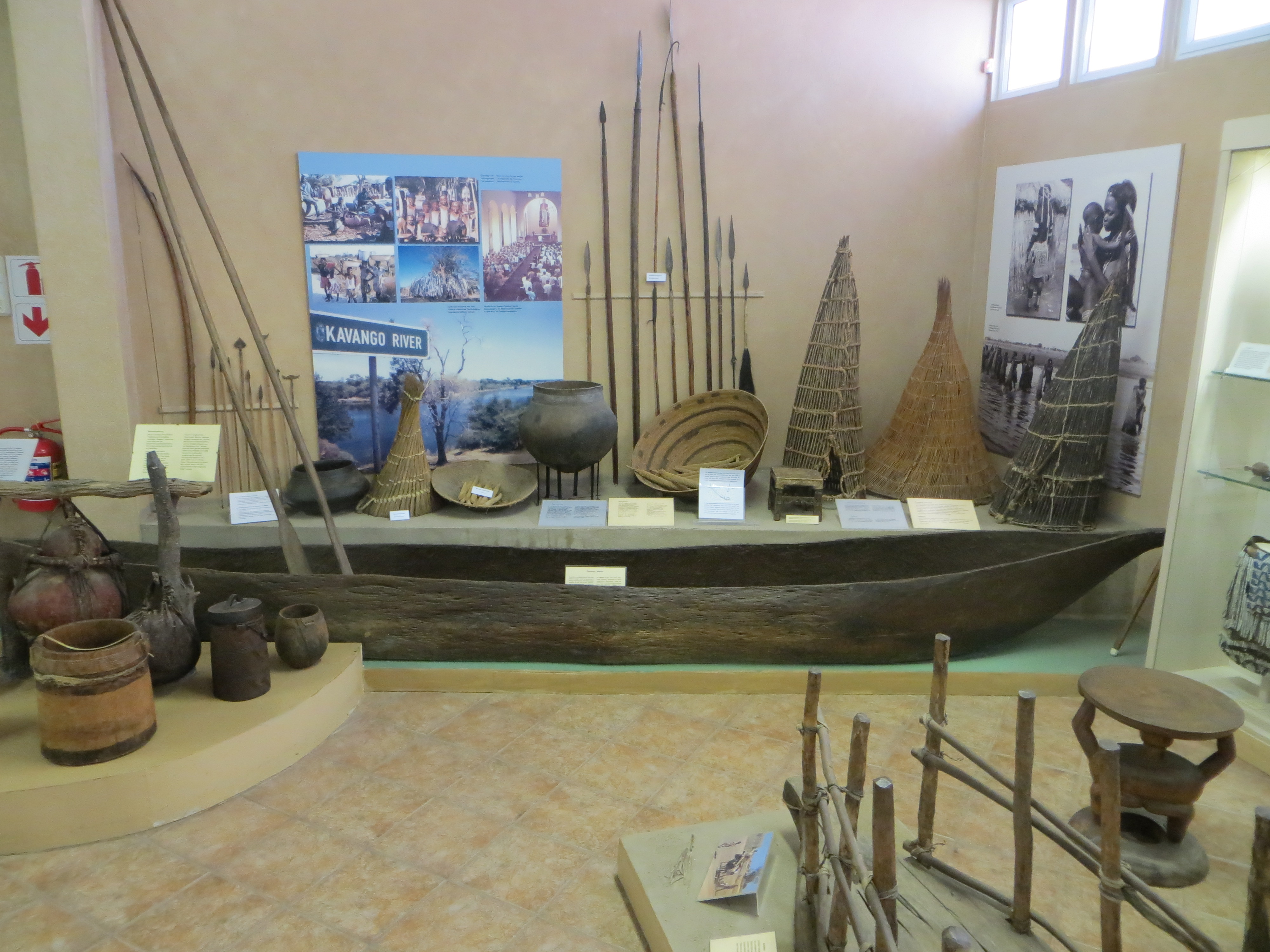
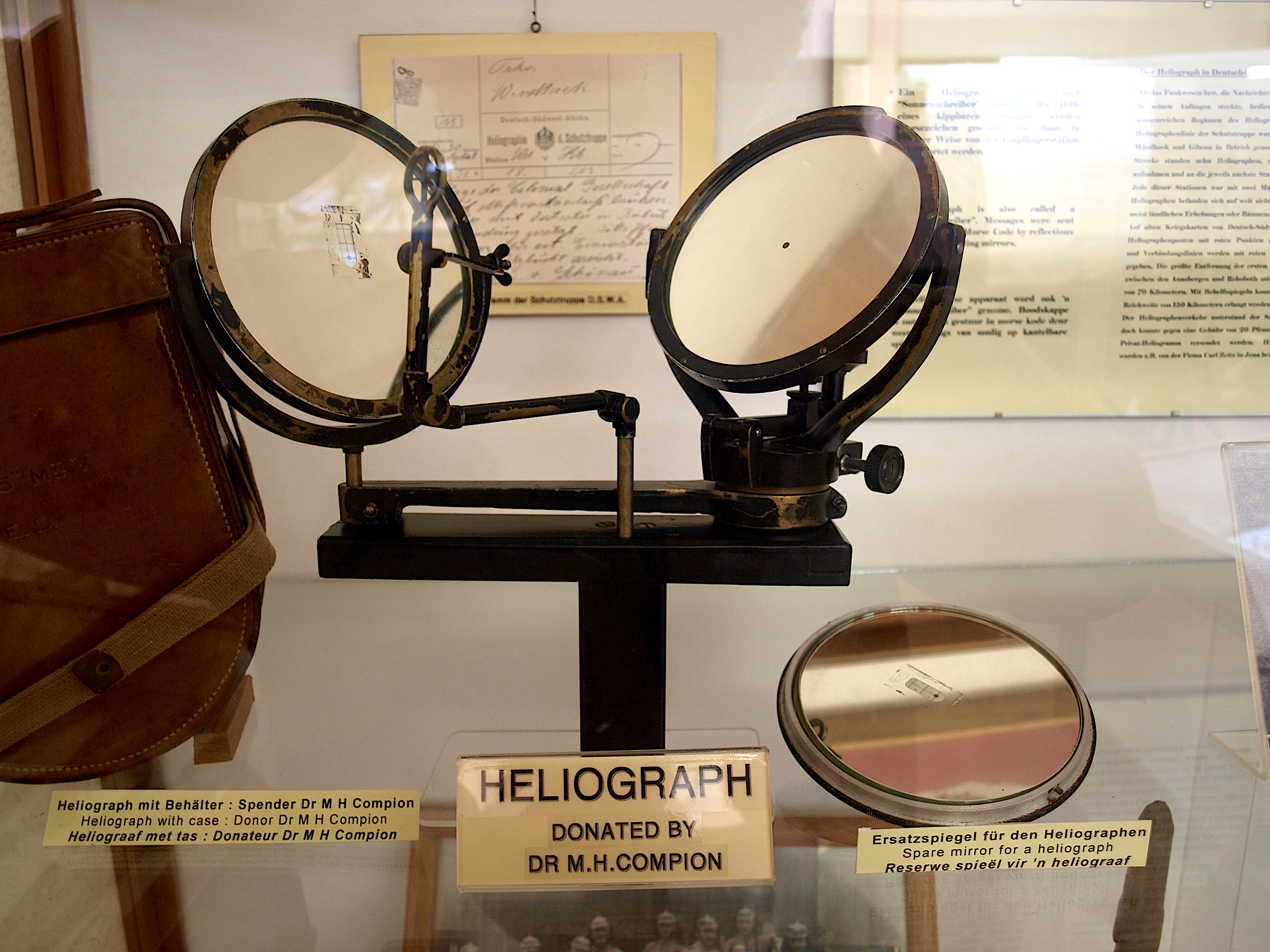
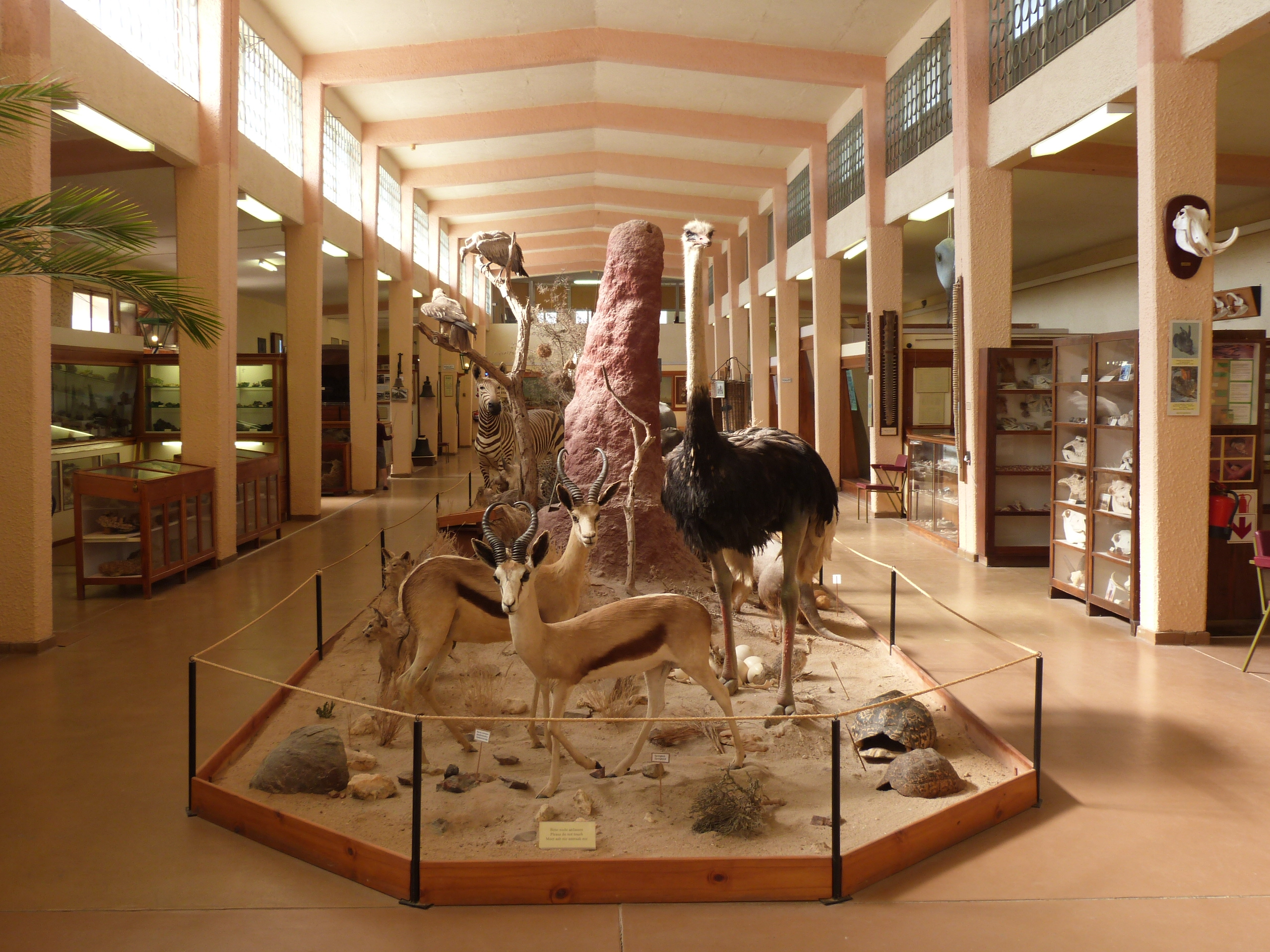

## Зовнішні посилання
- Офіційний сайт музею